# Yei
Yei är en stad i delstaten Central Equatoria i Sydsudan. Staden hade 111 268 invånare år 2008.